# Slätholmen, Pedersöre
Slätholmen är en ö i Finland. Den ligger mellan sjön Hjuljärv och Esse å och i kommunen Pedersöre i den ekonomiska regionen  Jakobstadsregionen  och landskapet Österbotten, i den centrala delen av landet, 400 km norr om huvudstaden Helsingfors.